# 斎藤美和
斎藤 美和（さいとう みわ、1927年5月9日 - 2012年11月16日）は、日本の女優。本名は佐藤美和。東京都出身。母は盲女子高等学園創立者の斎藤百合。4兄妹の末子で次女である。

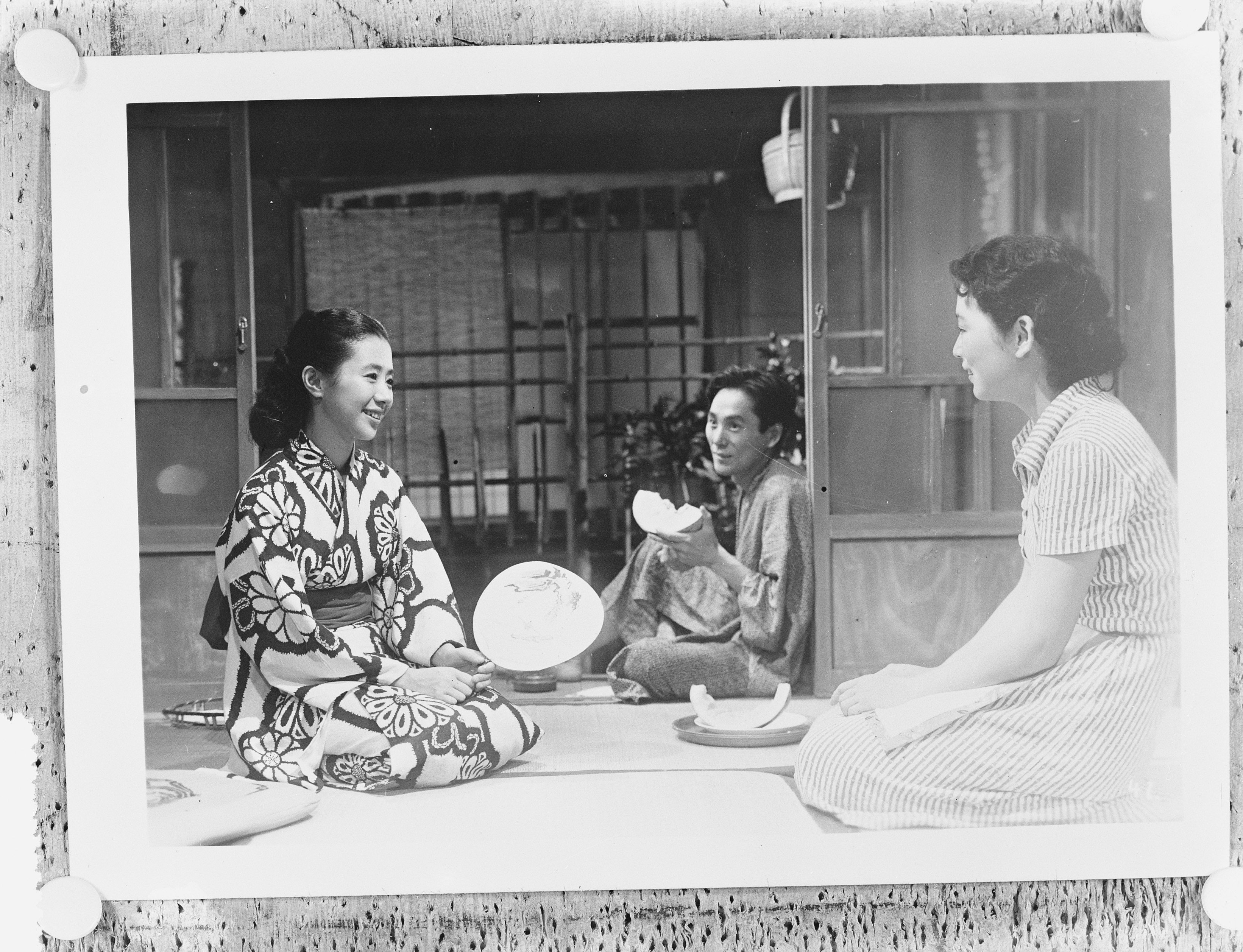
映画「原爆の子」にて。右が齋藤美和

## 来歴・人物
2012年11月16日、腎不全のため、死去。85歳没。死去は近親者による葬儀が行われた後の11月28日、劇団民藝によって発表された。

## 出演作品

### 映画
- ぬかものがたり（1949年）
- 原爆の子（1952年）
- 混血児（1953年）
- 東京バカ踊り（1956年）
- 夜あけ朝あけ（1956年）
- 女優（1956年）
- ガラスの中の少女（1960年）
- 祇園祭（1968年）
- 潮騒（1971年）
- 日本沈没（1973年） - 総理夫人[2]
- 風立ちぬ（1976年）
- 男はつらいよシリーズ
  - 男はつらいよ 寅次郎と殿様（1977年）
  - 男はつらいよ 翔んでる寅次郎（1979年）
- 春のおとずれ（1977年、日映科学映画製作所）
- あゝ野麦峠（1979年）

### テレビドラマ
- 爪（1962年、NHK）
- 松本清張シリーズ・黒の組曲（NHK）
  - 第10話「空白の意匠」（1962年）
  - 第16話「一年半待て」（1962年） - 須村さと子 役
- 黒部の太陽（1969年、NTV）
- 男は度胸（1970年、NHK）
- ありがとう 第1シリーズ 第27話（1970年、TBS） - バーのマダム
- キイハンター （TBS）
  - 第167話「ミイラと棲む館」（1971年）
  - 第186話「さらば、縛り首の木の下に立つ女」（1971年）
  - 第189話「殺されに来た金色の眼の女」（1971年） - ジャーナリスト・ナンシイ・リイ
- ポーラテレビ小説 （TBS）
  - 「アンラコロの唄」（1972年） - 寿々 役
  - 「さかなちゃん」（1976年 - 1977年） - 桑田フミ 役
- アイフル大作戦 第4話「仮面の女」（1973年、TBS）
- 木枯し紋次郎 第2シリーズ 第13話「怨念坂を蛍が越えた」（1973年、CX）
- バーディ大作戦 第31話「本物? 偽物? 接吻泥棒」（1974年、TBS）
- 俺たちの勲章 第8話「愛を撃つ!」（1975年、NTV） - 岩本伸江 役
- 太陽にほえろ!（NTV）
  - 第158話「顔」（1975年） - 小谷夫人
  - 第536話「死因」（1982年） - 守口光江
- 水色の時 （1975年、NHK） - 水島はる子 役
- 俺たちの朝 第24話「夢と下着ともういやッ！！」（1977年、NTV） - 下着の商談相手  役
- 特捜最前線 （ANB）
  - 第1話「愛の十字架」（1977年） - 西田ヤスエ 役
  - 第47話「射殺魔・20歳のメモリー!」（1978年）
- 土曜ワイド劇場　（ANB）
  - 「野菊の墓」（1977年）山口百恵主演
  - 「松本清張の顔 死の断崖」（1978年）
- 横溝正史シリーズII / 獄門島（1977年、MBS）
- Gメン'75（TBS）
  - 第169話「深夜バスの乗客大量殺人事件」（1978年） - 相良信一の母親
  - 第314話「赤いレインコートの暗殺者」（1981年） - 井沢妙子警部補
- 連続テレビ小説 / マー姉ちゃん（1979年、NHK） - 前島マドカ
- 噂の刑事トミーとマツ 第1シリーズ 第19話「女抱きつきスリ大騒動」（1980年、TBS）
- 大河ドラマ / おんな太閤記（1981年、NHK） - 大蔵卿局 役
- 木曜ゴールデンドラマ / 百円ケーキの歌（1981年、YTV）
- ザ・ハングマンII 第8話「女子校生ラブホテル殺人事件」（1982年、ABC） - 笹森照代（鳳女学院校長）
- 火曜サスペンス劇場　（NTV）
  - 「氷の女」（1982年）
  - 「バカンスは死の匂い」（1982年）
  - 「蜜の香りは苦く」（1984年）
  - 10周年記念特別企画2「たそがれに愛をこめて‐心臓外科医と死刑囚‐」（1990年）
  - 六月の花嫁シリーズ2「逃亡結婚」（1995年）
- 盲導犬物語 ある愛の旅立ち（NTV）
- 月曜ワイド劇場 / 女の哀しみの声がきこえる（1983年、ANB）
- 若き血に燃ゆる〜福沢諭吉と明治の群像（1984年、TX）
- 瑠璃色ゼネレーション（1984年、NTV）